# 十の災い
十の災い（とおのわざわい）とは、古代エジプトで奴隷状態にあったイスラエル人を救出するため、エジプトに対して神がもたらしたとされる十種類の災害のことである。

## 災いの内容について

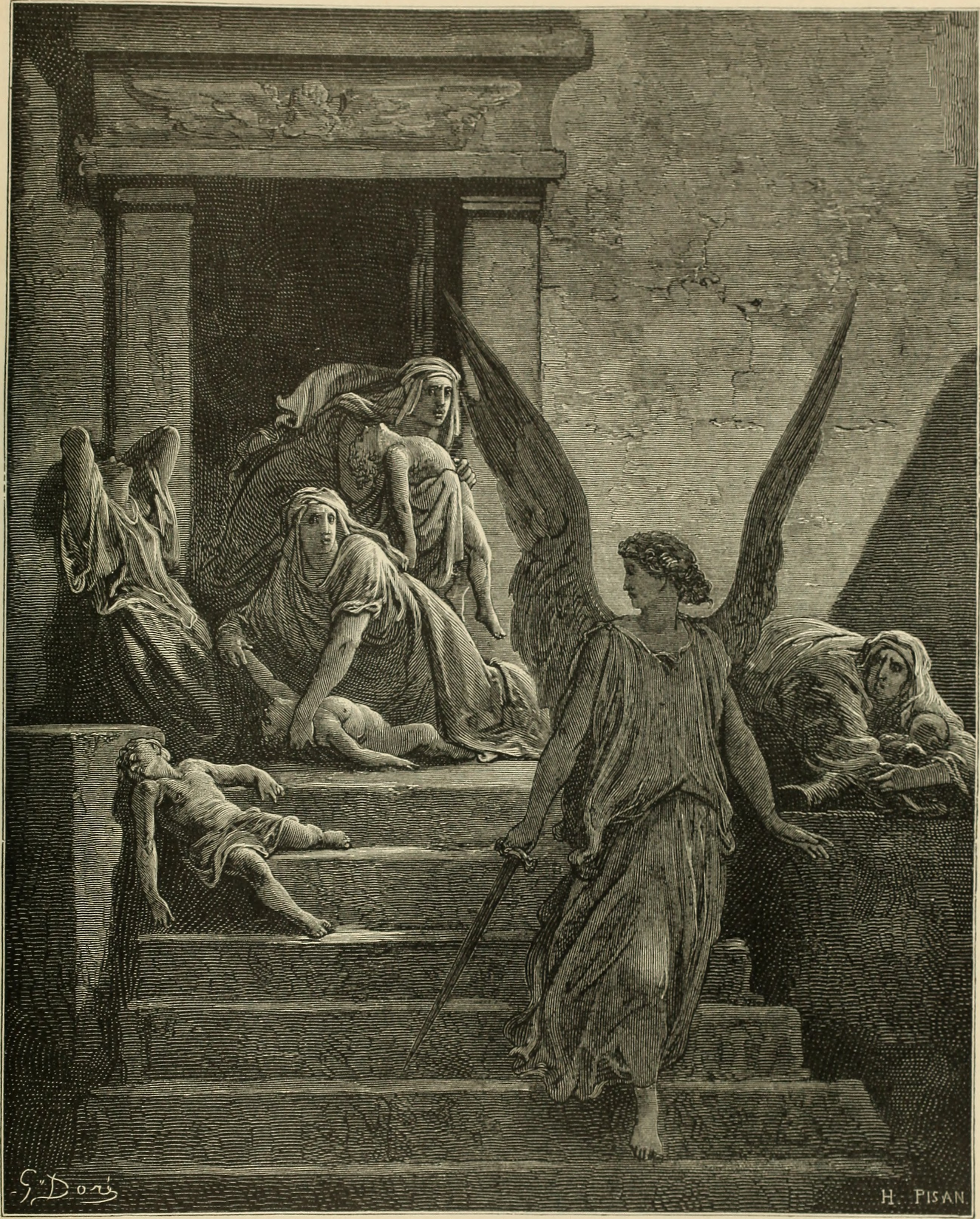
神ヤハウェの命令でエジプトの長子を皆殺しにする天使

出エジプト記に記載されており、概要は以下の通り。
なお、理由は定かではないがローマ時代にこれらを説明しているフラウィウス・ヨセフスの『ユダヤ古代誌』と偽フィロンの『聖書古代誌』といった本の記述では4番目の災いに当たるものがヘブライ語の記述とも七十人訳聖書の「犬蝿」とも異なり、「様々な種類の野獣」としている
1. ナイル川の水を血に変える(7:14-25)
2. 蛙を放つ(8:1-15)
3. ぶよを放つ(8:16-19)[注釈 2]
4. 虻を放つ(8:20-32)[注釈 2]
5. 家畜に疫病を流行らせる(9:1-7)
6. 腫れ物を生じさせる(9:8-12)
7. 雹を降らせる(9:13-35)
8. 蝗を放つ(10:1-20)
9. 暗闇でエジプトを覆う(10:21-29)
10. 長子を皆殺しにする(11章、12:29-33)

## その他の宗教などにおける似たような記述
イスラム教
クルアーン7番目の章高壁133節に、「そこでわれ（アッラー）はかれら（フィルアウン（アラビア語でファラオの事））に、自らの様々な力の明証として洪水やバッタやシラミ、カエルや血などを送った。だがかれらは高慢な態度を続け，罪深い民であった。」。この説話は、旧約聖書を参考にしたクルアーンのアレンジ（聖書の説話とクルアーンの関係）によるものと考えられる。

エジプト神話
血に飢えた疫病と殺戮と戦いの女神セクメトが、ナイル川に投げ込まれた血のような赤い酒に酔って、疫病と殺戮を止めた話がある。

## 歴史
考古学者ウィリアム・オルブライトやジョン・S・マー（John S. Marr）などの学者達は、実際に起きた事でないかという学説を唱えている。エジプト第12王朝に書かれた Ipuwer Papyrus の後半には「ナイル川が血のように赤くなっている」という記述がみられる（ただ、洪水のときに運び込まれる赤い土によるものの可能性がある。）。これらが起こる理由に、火山噴火（地中海のサントリーニ島の噴火）をあげ、酸性度の高い酸性雨や火山灰による異常気象によるものではないかとしている。なお、この十の災いはすべて火山の噴火によるものであると知るとき、様々な虫が放たれたのは火山噴火による異常気象、長子皆殺しは疫病の蔓延による(体力がまだ十分でない)子供の死となる。
長子皆殺しについては、1～8までの疫病と飢饉で追いつめられた状態になった後に、9番目の暗闇がいつまでも明けなく万策尽きた民衆が収めるために長子を生贄として捧げはじめ、行っていない家に対して生贄を捧げるよう強要し殺して回った「民衆パニック」であることを仮説として挙げる人物がいる。
また、モーゼが指示した子羊の血を家の入口の柱と鴨居に塗ることで「生贄を捧げたように見える偽装工作」を行ったことで、血に飢えた民衆から「奴隷たちの家は生贄捧げ済み」と誤認させ過越しさせたと仮説を出した。